# Gaurav Gupta
Gaurav Gupta est un couturier avant-gardiste indien,. Son travail a été présenté lors d’évènements comme la Semaine de la Haute Couture à Paris,, (sur invitation de la Fédération de la haute couture et de la mode,)